# WKVC
Koordinaten: 34° 5′ 41″ N, 78° 28′ 27″ W
WKVC oder WKVC-FM (Branding: „K-Love“) ist ein US-amerikanischer nichtkommerzieller religiöser Hörfunksender aus North Myrtle Beach im US-Bundesstaat South Carolina. WKVC sendet auf der UKW-Frequenz 88,9 MHz. Der Sendemast des Hörfunksenders befindet sich im US-Bundesstaat North Carolina. Eigentümer und Betreiber ist die Educational Media Foundation .